# IC 3859
IC 3859 је спирална галаксија у сазвјежђу Дјевица која се налази на листи објеката дубоког неба у Индекс каталогу.
Деклинација објекта је - 9° 7' 2" а ректасцензија 12h 54m 19,9s. Привидна величина (магнитуда) објекта IC 3859 износи 13,5 а фотографска магнитуда 14,3. IC 3859 је још познат и под ознакама Reiz 2969, PGC 170216.